# 院坪駅
院坪駅（ウォンピョンえき、朝: 원평역）は、朝鮮民主主義人民共和国咸鏡北道金策市にある、平羅線の鉄道駅である。
起点から約571kmの位置にある。

## 概要
咸鏡北道金策市にある、朝鮮民主主義人民共和国鉄道省平羅線の駅である。

## 歴史
- 1924年10月11日：開業[1]。

## 駅名
駅名の由来は、金策市院坪里からきている。

## 地理
摩天嶺山脈が近くにある。
臨溟川という川が流れているため、農業が盛んである。

## 周辺
- 摩天嶺山脈
- 臨溟川
- 城津徳津里遺跡